# Sineperver szultána
Sineperver szultána, oszmán szultána. I. Abdul-Hamid oszmán szultán negyedik asszonya és IV. Musztafa oszmán szultán és Esma szultána édesanyja.

## Élete
1761-ben  született Bulgáriában,  Szonja volt az eredeti neve. Egész kicsiként került a hárembe, és 15 évesen megszülte az első gyermekét Ahmed herceget, akit  Esma szultána követett 1778-ban, majd IV. Musztafa oszmán szultán és Fatma szultána.  Férje halála után III. Szelim oszmán szultán került a trónra, majd 1808-ban a fia, de egy év után meghalt.
Sineperver 20 évvel később, 1828-ban.

## Gyermekei
- Ahmed herceg ( 1776-1778)
- Esma szultána ( 1778-1848)
- IV. Musztafa oszmán szultán ( 1779-1808)
- Fatma szultána ( 1782-1786)